# Ondřej Pálffy z Erdődu
Ondřej hrabě Pálffy z Erdődu (německy Andreas Graf Pálffy von Erdöd, maďarsky Erdődi gróf Pálffy Ándor, 14. srpna 1839 Lodi – 14. dubna 1902 Vídeň) byl uherský šlechtic a rakousko-uherský generál. Od mládí byl důstojníkem u několika husarských pluků, službu v rakousko-uherské armádě spojoval s působením u císařského dvora. Patřil ke dvoru korunního prince Rudolfa, později byl nejvyšším hofmistrem jeho manželky korunní princezny Štěpánky. V armádě nakonec dosáhl hodnosti generála jezdectva (1894), získal také členství v uherské Horní sněmovně a obdržel řadu vyznamenání.

## Životopis
Pocházel ze staré šlechtické rodiny Pálffyů, patřil k rodové linii sídlící na hradě Červený Kameň. Jeho rodištěm bylo město Lodi v Lombardii, kde tehdy sloužil jeho otec Jan Karel Pálffy (1797–1870), pozdější generál a vlivný uherský politik. Matka Amálie (1800–1867) pocházela z rodu Erdődyů.
Od mládí sloužil v armádě, v roce 1861 je uváděn jako nadporučík u 10. husarského pluku. V roce 1863 byl jmenován c. k. komořím, v té době byl rytmistrem u 4. husarského pluku, později sloužil u 12. husarského pluku. Ve třiceti letech byl již podplukovníkem a štábním důstojníkem u 6. husarského pluku, zároveň byl přidělen k osobní službě u korunního prince Rudolfa. V roce 1874 byl povýšen na plukovníka a poté u dvora zastával post prvního štolby v úřadu nejvyššího štolby. K datu 1. listopadu 1880 byl povýšen do hodnosti generálmajora a v roce 1881 byl jmenován c. k. tajným radou.  
Po sňatku korunního prince Rudolfa se stal nejvyšším hofmistrem jeho manželky princezny Štěpánky (1883) V této funkci setrval tři roky, v roce 1886 byl povýšen do hodnosti polního podmaršála a v letech 1887–1902 zastával funkci kapitána uherské královské gardy. Tento post byl sice spíše jen čestný, ale v hierarchii rakousko-uherské armády patřil k prestižním funkcím u dvora. V roce 1886 byl zároveň jmenován doživotním členem uherské Sněmovny magnátů. V armádě nakonec dosáhl hodnosti generála jezdectva (1894).
Během své kariéry obdržel řadu vyznamenání, byl rytířem Řádu sv. Štěpána a Leopoldova řádu a nositelem Vojenské záslužné medaile. Vzhledem ke své dlouholeté přítomnosti v blízkosti panovnického dvora získal také řadu ocenění od zahraničních panovníků. Byl nositelem pruského Řádu červené orlice a Řádu koruny, ruského Řádu sv. Anny I. třídy, tureckého Řádu Medžidie, držitelem velkokříže Řádu italské koruny, belgického Leopoldova řádu, Řádu rumunské koruny, saského Albrechtova řádu a Řádu württemberské koruny. V Srbsku se stal velkodůstojníkem Řádu bílého orla a nositelem velkokříže Takovského řádu. V roce 1890 byl jmenován čestným majitelem husarského pluku č. 8 dislokovaného v Klagenfurtu a od roku 1898 v Jarosławi. Užíval také čestnou hodnost kapitána hradu Prešpurk, která náležela dědičně od 17. století všem členům rodu Pálffyů.
Zemřel ve Vídni 14. dubna 1902 ve věku 62 let, ve funkcích kapitána uherské královské gardy a majitele husarského pluku č. 8 jej následoval princ Alois Jiří Esterházy. 

## Rodina
V roce 1871 se oženil s hraběnkou Melánií Almásyovou (1846–1913), dcerou vlivného politika Mórice Almásyho (1808–1881). Melánie se později stala c. k. palácovou dámou. Z jejich manželství se narodily tři dcery, Marie (1874–1877) a Rudolfina (1877–1880) zemřely v dětství. Nejstarší dcera Alžběta (Erzsébet, 1872–1945) zůstala svobodná a v meziválečném období se uplatnila jako spisovatelka.
Jeho starší bratři Géza (1834–1898) a Emil (1837–1904) sloužili také v armádě, dosáhli ale jen nižších hodností. Viktor byl plukovníkem a vojensko-diplomatickým zástupcem v Sedmihradsku, Emil byl rytmistrem a důstojníkem uherské královské gardy.